# Hévíz

## Povestea lui
Hévíz  este un oraș în districtul Keszthely, județul Zala, Ungaria, având o populație de 4.823 de locuitori (2011).
Este situat în partea de est a județului Zala, în cartierul de nord-vest Keszthely, la 35 de kilometri est de reședința de județ Zalaegerszeg, la abia 10 kilometri de Lacul Balaton. 
Rolul său ca loc de scăldat datează din timpuri preistorice. Efectul de vindecare al lacului Hévíz era probabil deja cunoscut romanilor, dovadă fiind monedele colectate din lac de scafandri la începutul anilor 1980 și piatra de altar găsită în vecinătatea lacului. Descoperirile din timpul migrației mai arată că populațiile germanice și slave care s-au mutat acolo au folosit și lacul. Hévíz este menționat pentru prima dată într-un document din 1328, când așezarea este menționată ca locus vulgarites Hewyz dictus.
Primul studiu asupra lacului de către Ferenc Szlávy a fost publicat în 1769. Festeticii, care au deținut izvorul și împrejurimile lui la mijlocul secolului al XVIII-lea, au jucat un rol important în crearea/dezvoltarea stațiunii balneare. Înflorirea vieții balneare se datorează în principal contelui György Festetics, care a construit cu intenție complexul balnear.

Așezarea de astăzi a fost creată în 1946 din fuziunea satelor Hévízszentandrás și Egregy, iar la 1 mai 1992 a primit titlul de oraș.

## Transport
Din Budapesta, circuland pe autostrada M7 in directia Balatonszentgyörgy (pe autostrada 76, apoi prin Keszthely, sau ocolind orasul (pe drumul 71) se poate ajunge la Hévíz. Din Sopron si regiunile de nord si vest ale Transdanubiei, pe autostrada 84 La oraș se ajunge prin drumul 7332 între Keszthely-Kertváros și Alsópáhok, dar afectează în mare parte partea de sud a orașului, un drum din cinci cifre (73 254) duce la centrul orașului, care merge la marginea de vest a orașului. Zonă rezidențială. Nu are cale ferată, deși încă din 1847 s-a propus construcția unei linii de cale ferată Sopron-Sárvár-Nagykanizsa, care ar fi trecut între Alsópáhok și Hévízszentandras. În 1913, a fost planificată extinderea liniei de cale ferată Szombathely-Rum prin văile Zala și Vindornya, atingând Hévíz până la Keszthely.[5] În același timp, a fost luată în considerare și construcția căii ferate Zalaegerszeg-Hévíz-Keszthely.[6] La începutul anilor 1940, ei doreau să modifice linia de cale ferată Türje-Balatonszentgyörgy, astfel încât după Zalaapáti să se întoarcă în direcția Hévíz-Keszthely în loc de Sármellék-Balatonszentgyörgy.[7] Cea mai apropiată gară este în Keszthely, iar de acolo poți ajunge în oraș cu autobuzul sau taxiul. Autobuzele regulate circulă din orașele mari din țară către Hévíz, dar sunt accesibile și prin rutele internaționale de autobuz. La oraș se poate ajunge prin Budapesta prin zboruri din mai multe orașe europene, precum și cu un serviciu de autobuz regulat. Aeroportul Internațional Hévíz-Balaton din Sármellék, din apropiere, primește, de asemenea, în mod regulat zboruri charter, de la care cel mai simplu mod de a ajunge în oraș este prin transfer.

## Turism
Dezvoltarea orașului se bazează pe turism. Cu un milion de nopți petrecute în spații comerciale (2012), este a doua cea mai populară așezare din Ungaria după Budapesta. Cele mai mari piețe de expediere sunt Germania (258 mii), Rusia (181 mii) și Austria (97 mii). Desigur, își datorează popularitatea în primul rând lacului Hévíz, care este cunoscut și pentru efectele sale vindecătoare. Centrul balnear, care are acum peste 200 de ani de tradiții balneare, este vizitat de sute de mii de turiști în fiecare an. Se așteaptă o creștere suplimentară a traficului internațional de oaspeți, pe măsură ce tot mai mulți turiști sosesc pe aeroportul Sármellék din apropiere.

## Demografie
Componența etnică a orașului Hévíz
     Maghiari (92,2%)
     Germani (4,85%)
     Necunoscut (1,79%)
     Alții (1,16%)
Componența confesională a orașului Hévíz
     Romano-catolici (58,49%)
     Fără religie (4,98%)
     Reformați (3,38%)
     Luterani (1,14%)
     Necunoscută (30,89%)
     Alte religii (2,22%)
onform recensământului din 2011, orașul Hévíz avea 4.823 de locuitori. Din punct de vedere etnic, majoritatea locuitorilor (92,2%) erau maghiari, cu o minoritate de germani (4,85%). Apartenența etnică nu este cunoscută în cazul a 1,79% din locuitori.  Din punct de vedere confesional, majoritatea locuitorilor (58,49%) erau romano-catolici, existând și minorități de persoane fără religie (4,98%), reformați (3,38%) și luterani (1,14%). Pentru 30,89% din locuitori nu este cunoscută apartenența confesională.